# Föllinge
Föllinge est une paroisse suédoise située dans la commune de Krokom, dans le Comté de Jämtland. La paroisse est mentionnée dès le Moyen Âge. Les premières mentions écrites du nom de Föllinge remontent à 1410 (« Filinge »). 
Föllinge est une localité située sur les bords du lac Föllingesjön. Föllinge se trouve à environ 65 km d'Östersund. Jusqu'à 1974 Föllinge a été chef-lieu de l'ancienne commune de Föllinge.

## Localités

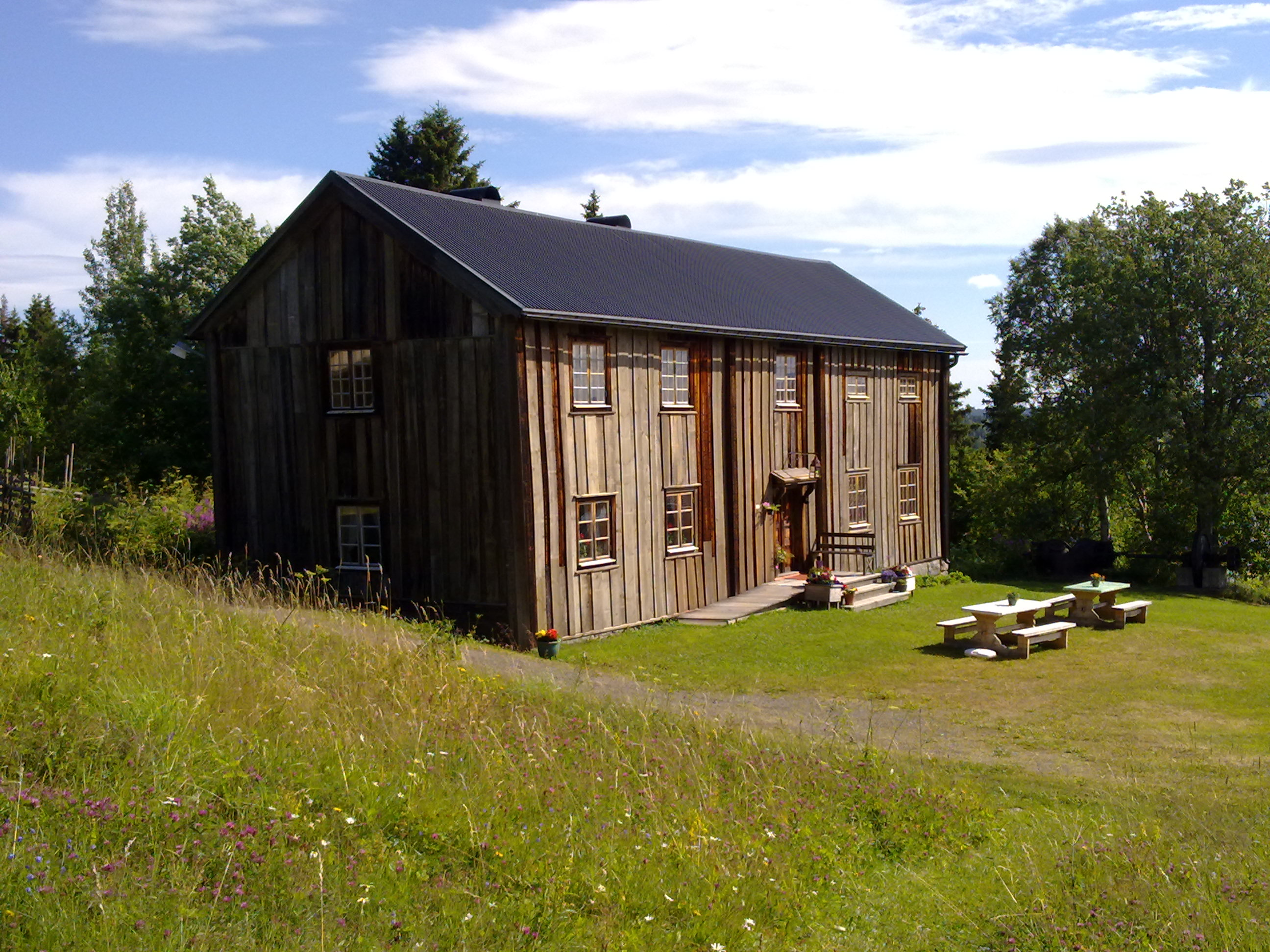
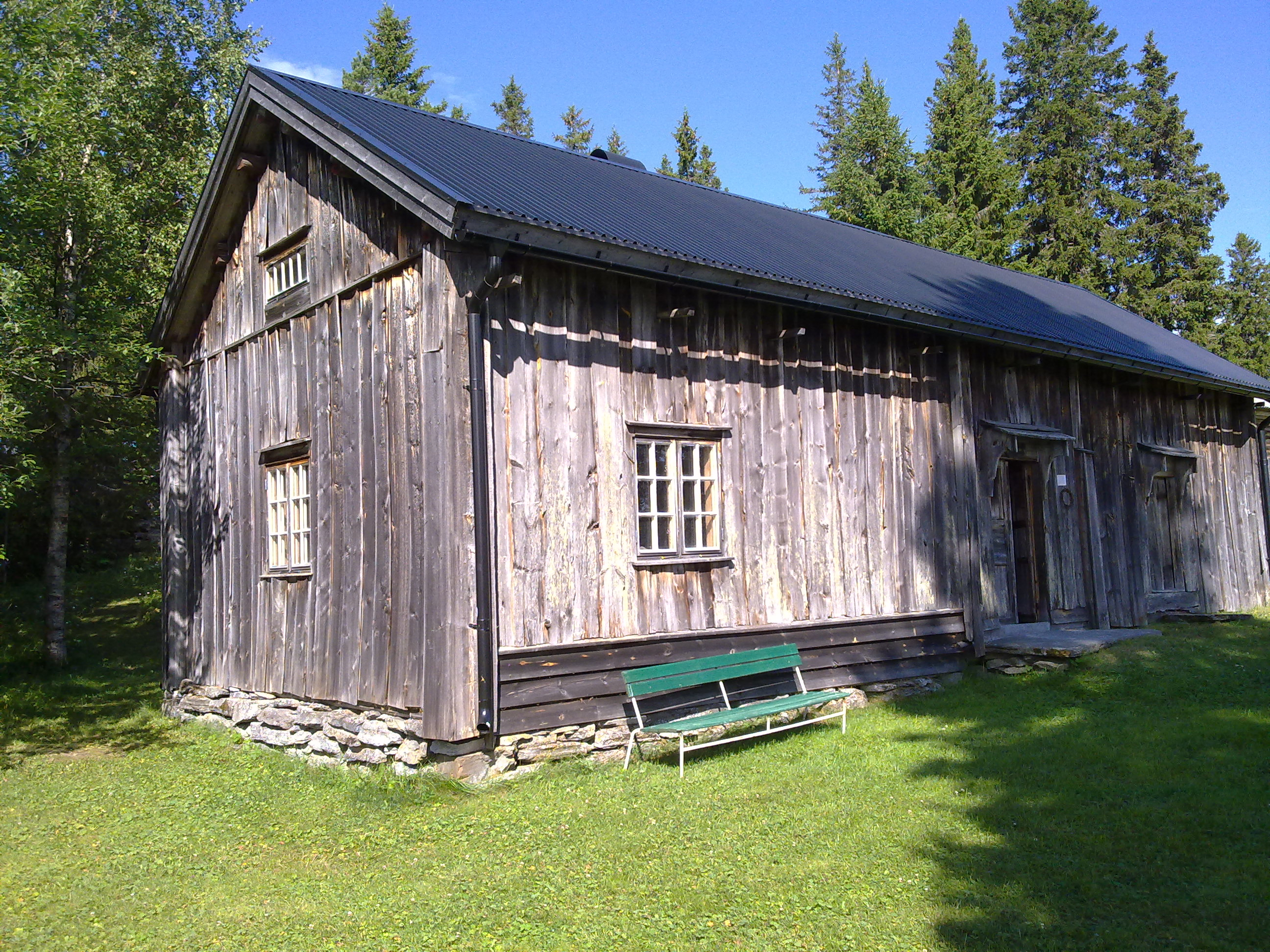
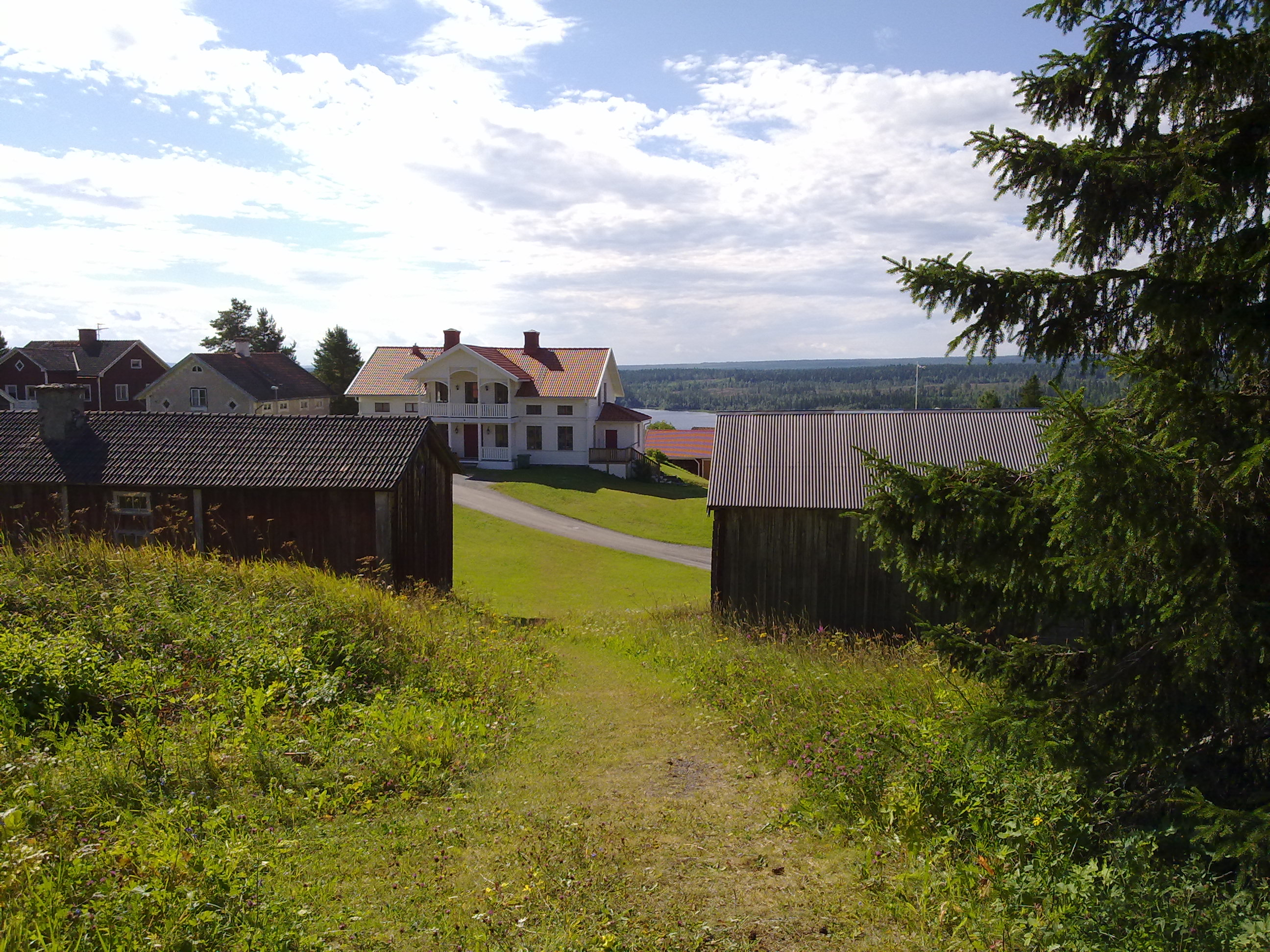

- Åkersjön
- Bakvattnet
- Lillholmsjö
- Föllinge
- Ottsjön
- Skärvången
- Storholmsjö